# 布雷特·卡瓦諾
布雷特·迈克尔·卡瓦諾（英語：Brett Michael Kavanaugh，1965年2月12日—），美國律師、法官，2018年10月6日获得美国参议院确认成为美國最高法院大法官。

## 生平
卡瓦諾於耶魯大學畢業，持有美國歷史的榮譽學位。從耶魯大學法學院畢業後，卡瓦諾先后成为联邦上诉法院法官 Walter King Stapleton 和 Alex Kozinski 的法官助理，此后在时任首席检察官 (Solicitor General) 肯·史塔爾席下工作。其后卡瓦诺成为最高法院大法官安东尼·肯尼迪的法官助理。史塔爾成為独立检察官（Independent Counsel）後，卡瓦諾輔助他進行一連串關於时任總統克林頓涉嫌在莱温斯基丑闻中滥用职权和伪证的調查。他協助撰寫斯塔尔报告，建議克林頓應被彈劾。
卡瓦諾在2000年的美國總統選舉中，以喬治·布殊競選團隊的身份負責監察重新點票。他最後被委任為白宮秘書，負責尋找及確認司法候選人。2003年，卡瓦諾獲布殊總統提名為哥倫比亞特區上訴法院法官。其提名聽證受黨派爭議拖延了3年。經民主黨、共和黨議員多番商討後，任命於2006年通過。一項涵蓋2003至2018年的報告指出，卡瓦諾在華盛頓特區的法院中擁有最保守的投票紀錄。
由於最高法院大法官安東尼·甘迺迪退休，美國總統特朗普在2018年7月9日提名卡瓦諾為大法官之候選人。在两个多月之后，在参议院司法委员会於2018年9月7日结束了4天详尽的确认听证之後，提名準備進入表決階段之際，克里斯汀·布莱西·福特公開声称在20世纪80年代初，两人都是高中生时，卡瓦诺性侵犯了她。卡瓦诺「明确并坚决地」否认此事。在接下来的几天里，另有两名女性指控卡瓦诺的性行为不端问题。卡瓦诺坚决否认所有指控，称这些说法是民主党、克林顿夫妇和左翼团体因在2016年选举中败选而进行的“政治报复”。2018年9月，卡瓦诺成为自民意调查开始以来得票率最低的最高法院提名人。
經歷聯邦調查局的調查後，白宮認為有關指控未有證據顯示卡瓦諾性侵他人，提名程序繼續。10月6日，美国参议院51對49票通過程序性投票，意味卡瓦諾提名進入最後大直路。經過一日的討論和辯論，以及多名游離議員的表態，參議院最終以50對48票通過卡瓦諾的最高法院大法官提名。西弗吉尼亚州民主党参议员乔·曼钦是唯一投赞成票的民主党议员，阿拉斯加州共和党参议员莉萨·穆尔科斯基投下出席中立票，而蒙大拿州共和党参议员史蒂夫·戴恩斯因参加女儿婚礼未能出席投票。卡瓦诺同日宣誓就職，成為特朗普任內第二位就職的大法官。

## 爭議

### 性侵指控
克里斯汀·布莱西·福特
2018年9月16日，帕罗奥图大学教授克里斯汀·布莱西·福特称卡瓦诺曾对她进行性侵犯，当时她15岁，而他是一名17岁的高中生。福特表示在20世纪80年代初，卡瓦诺和来自乔治城预备学校的卡瓦诺的朋友马克·贾奇在马里兰州的一个家庭聚会中把她拉到卧室，并将房间里播放的音乐声调大。根据福特的说法，卡瓦诺将她压在床上，摸索并试图脱下她的衣服，当她试图尖叫时被他用手捂住了嘴。福特称她害怕卡瓦诺“可能在侵犯时不经意间杀死她”。她说她认为卡瓦诺打算强奸她。福特表示，贾奇跳到床上时，把他们全都撞到地板上，她趁机离开。福特女士提供了一份证人名单，其中包括她从高中起的一位好友。然而，并没有任何人能够证实她的描述。她声称不记得事情发生的具体时间、地点、场合，也不记得是如何到达现场和如何逃脱的，但是认定性侵者是卡瓦诺。在参议院司法委员会请求介入调查后，特朗普总统命令美国联邦调查局进行了为期一周的调查，结论是“没有发现支持性侵指控的证据”。
黛博拉·拉米雷斯
2018年9月23日，《紐約客》的罗南·法罗和Jane Mayerr发表了一篇针对卡瓦诺的性侵指控。卡瓦诺的耶鲁大学同学黛博拉·拉米雷斯（Deborah Ramirez）称在1983-1984学年的一次学院聚会中，她和卡瓦诺在饮酒后，后者暴露下体，并用阴茎刺向她的脸。卡瓦诺说：“所谓35年前的事件并没有发生。”纽约时报采访了几十位同学，试图证实她的故事，但找不到任何有第一手资料的人。拉米雷斯曾联系过一些老同学，并告诉一些人她不能确定卡瓦诺是那个暴露下体的人。
朱莉·斯威特尼克
代理史多美·丹尼爾对唐纳德·特朗普诉讼案的律师Michael Avenatti在2018年9月23日的一条推文中表示，他代表了一位女性发声，她掌握了有关布雷特·卡瓦诺和马克·贾奇的“可靠的信息”。Avenatti断言当事人愿意在参议院司法委员会作证。9月26日，Avenatti透露这位女士是前政府雇员朱莉·斯威特尼克（Julie Swetnick），她在一份宣誓声明中称，她参加了涉及贾奇和卡瓦诺的高中派对，男孩们在这些聚会上常常对女孩下手，有时通过加烈酒或下药的方式让女孩失去抵抗能力。卡瓦诺称她的指控“荒谬”。

## 外部連結
维基共享资源上的相關多媒體資源：布雷特·卡瓦諾
| 官衔                                      | 官衔                                           | 官衔                                           |
| ----------------------------------------- | ---------------------------------------------- | ---------------------------------------------- |
| 前任者： 哈里特·米尔斯                    | 白宫幕僚秘书 2003–2006                         | 繼任者： Raul F. Yanes                         |
| 司法职务                                  |                                                |                                                |
| 前任者： 劳伦斯·西尔伯曼                  | 美国哥伦比亚特区联邦巡回上诉法院法官 2006–2018 | 繼任者： 尼奥米·拉奥                           |
| 前任者： 安東尼·肯尼迪                    | 美國最高法院大法官 2018–至今                   | 現任                                           |
| 美國排位名單                              |                                                |                                                |
| 前任者： 尼尔·戈萨奇 為美国最高法院大法官 | 美國優先權順序 为美国最高法院大法官            | 繼任者： 艾米·康尼·巴雷特 為美国最高法院大法官 |